# Фатомклеэн
Фатомклеэн (в переводе «небесное озеро») — озеро на юго-востоке Лаоса на высоте 1154 м над уровнем моря.
Образовалось на месте вулканического или, как утверждают некоторые исследователи, метеоритного кратера. Расположено в горах района Санксэй, провинции Аттапы, в Донг-Амфамской национальной зоне сохранения биоразнообразия, примерно в 12 километрах от вьетнамской границы.
Максимальная официальная глубина озера 78 метров, хотя местные жители утверждают, что глубина неизвестна, после попытки определить её с помощью бамбуковых шестов.
С южной стороны Фатомклеэна вытекает река, правый приток Палуата (бассейн Конга).
Lonely Planet описывает озеро как «волшебное», «красивое вулканическое озеро, похожее на озеро Йэк-Лорн в Камбодже, провинции Ратанакири».
Озеро окутано легендами, и лаосцы воздерживаются от купания в нём, потому что они считают, что в нём обитает гигантская змея-свинья, которая будет пожирать смельчаков, которые решатся искупаться в озере.

## Происхождение
До 2012 года считалось, что озеро образовалось в жерле потухшего вулкана. Однако в 2012 году совместная российско-лаосская геологическая экспедиция, внимательно изучив озеро и его окрестности пришли к выводу, что оно образовалось в метеоритном кратере.

## Галерея

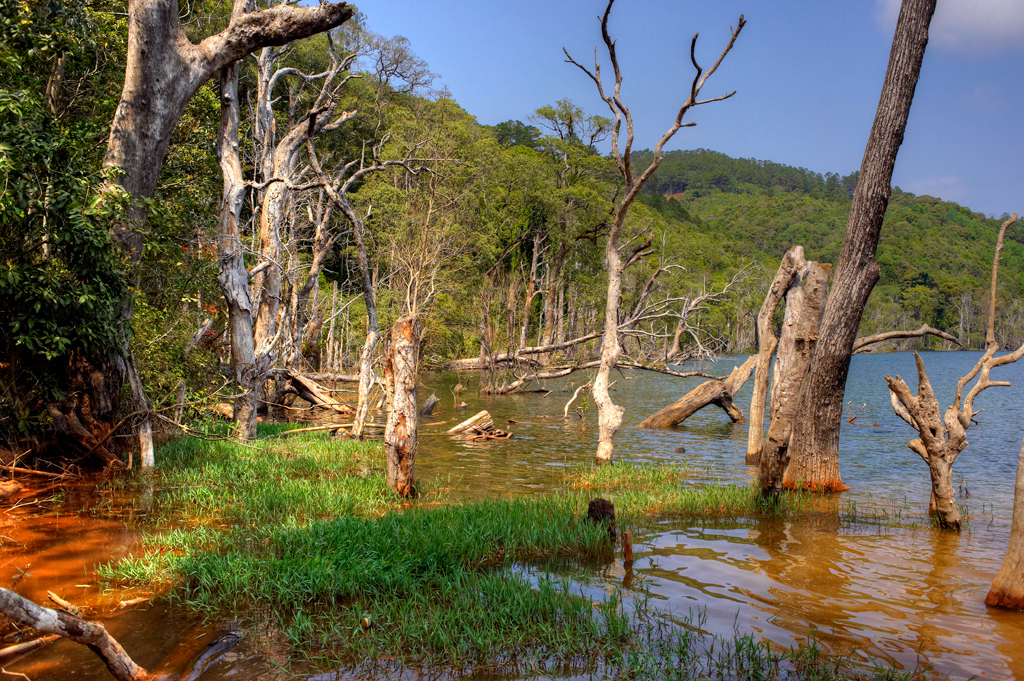
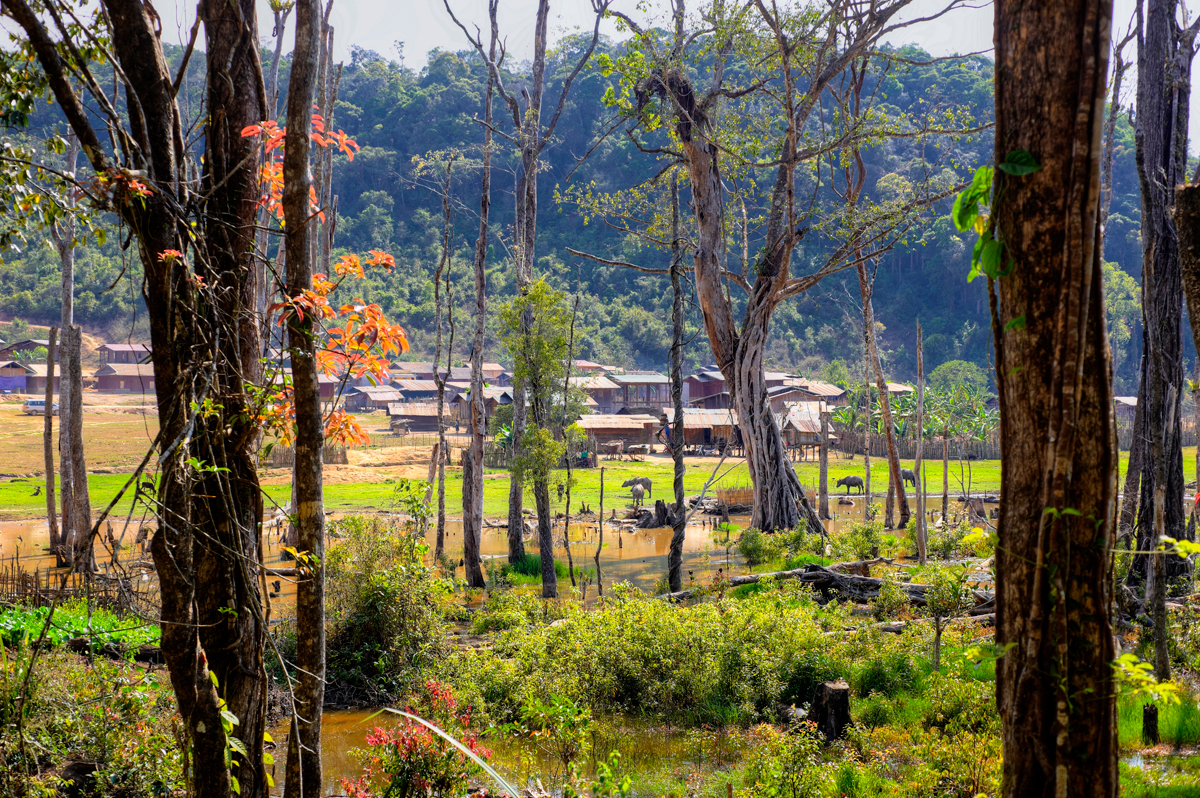
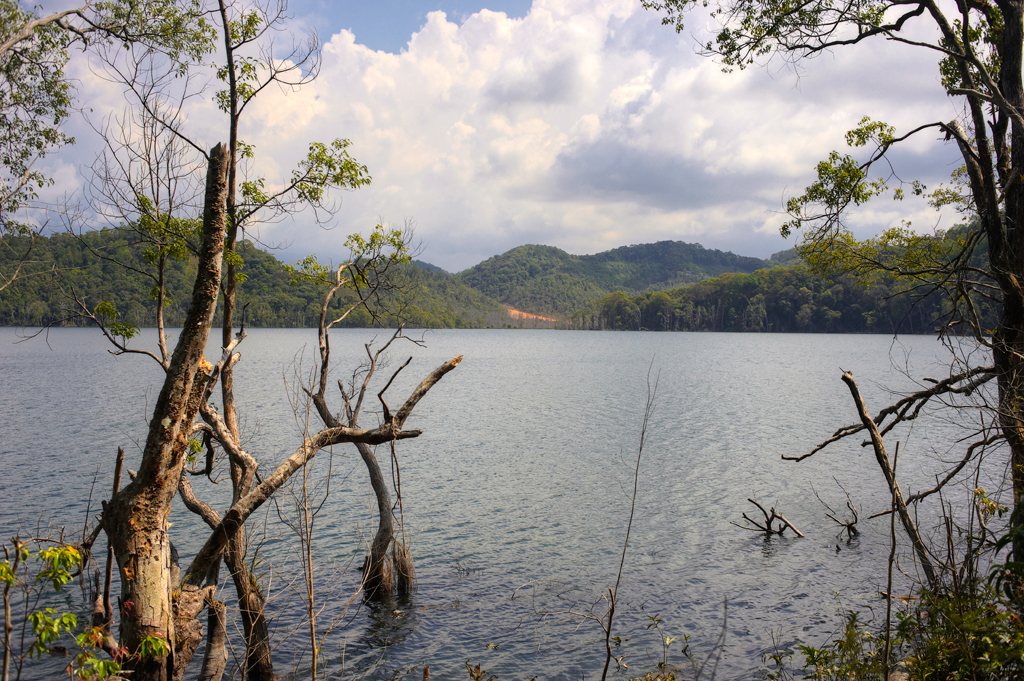